# Lajeado (distrito de São Paulo)
Lajeado é um distrito do município de São Paulo, situado na zona leste do município. Com o distrito de Guaianases, forma a Subprefeitura de Guaianases, e abrange os bairros de Conjunto da Paz, Jardim Augusta, Jardim Aurora, Jardim Brigida, Jardim Campos, Jardim do Campo, Jardim Dona Deolinda, Jardim Etelvina, Jardim Fanganiello, Jardim Gianetti, Jardim Guaianases, Jardim Moreno, Jardim Nova Guaianases, Jardim São Paulo, Jardim Ubirajara, Lajeado, Núcleo Lajeado, Parque Guaianases, Vila Andes, Vila Chabilândia, Vila Fukuya, Conjunto Habitacional Juscelino Kubitschek, Vila Iolanda 1, Vila Lourdes, Vila Minerva e Vila Nancy.
A criação do distrito de Lajeado se deve a criação do distrito de Itaquera, em 27 de dezembro de 1920, desmembrando-se do distrito de São Miguel Paulista, e em 30 de dezembro de 1929, foi criado o distrito do Lajeado. A partir desta data, se comemora o aniversário de Lajeado.

## História

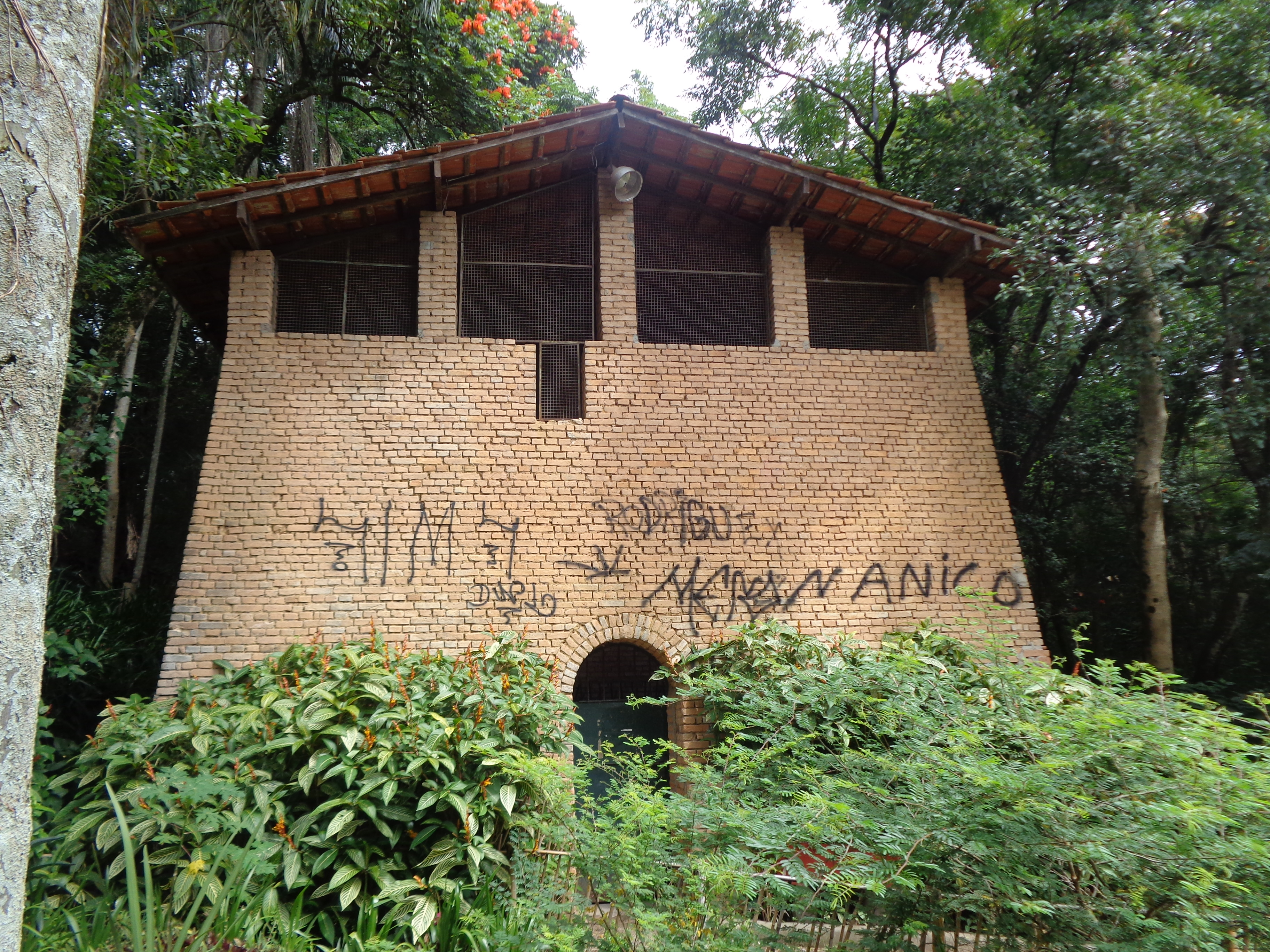
Olaria no Parque Chácara das Flores

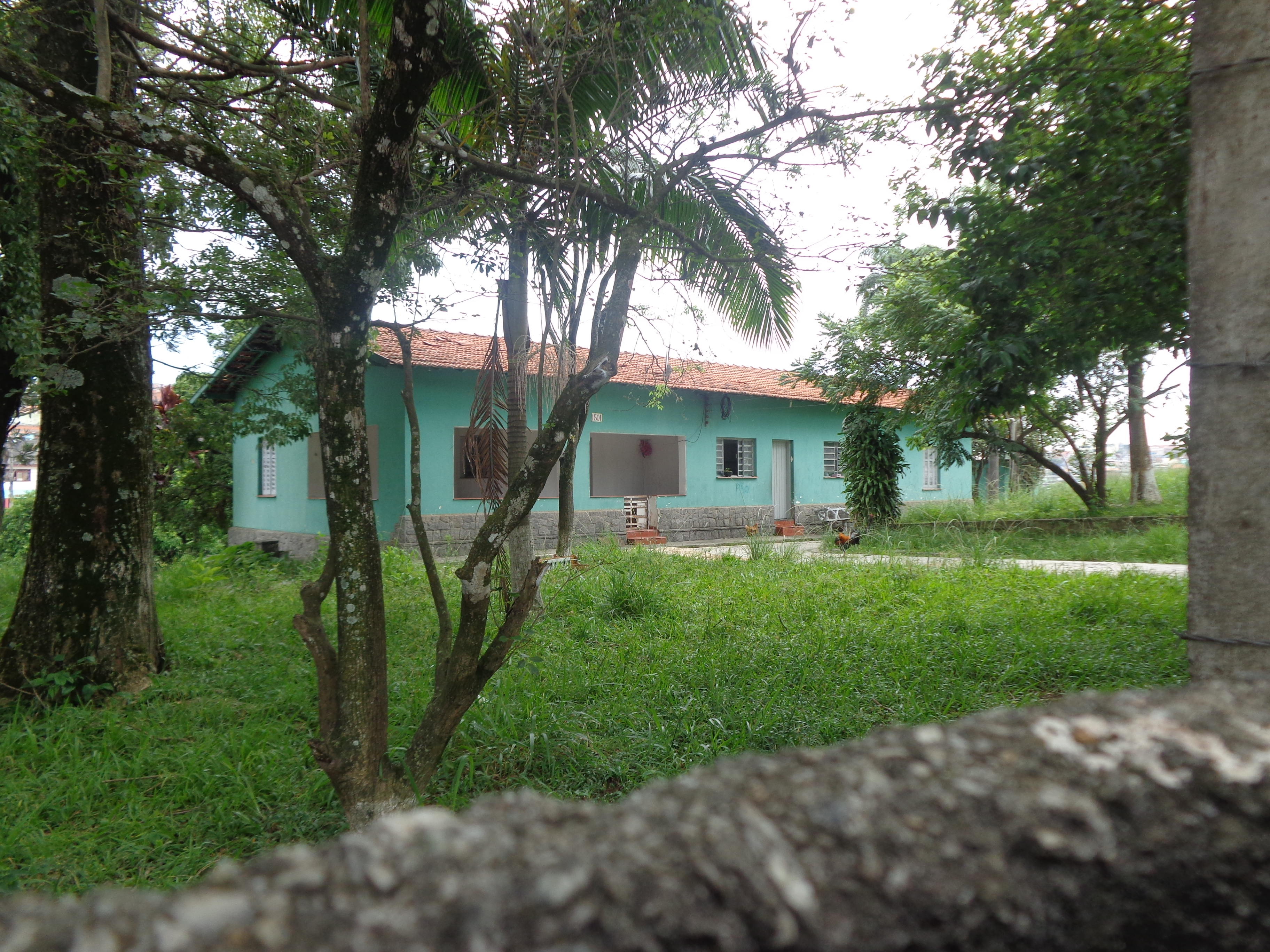
Chácara onde provavelmente pernoitou Dom Pedro

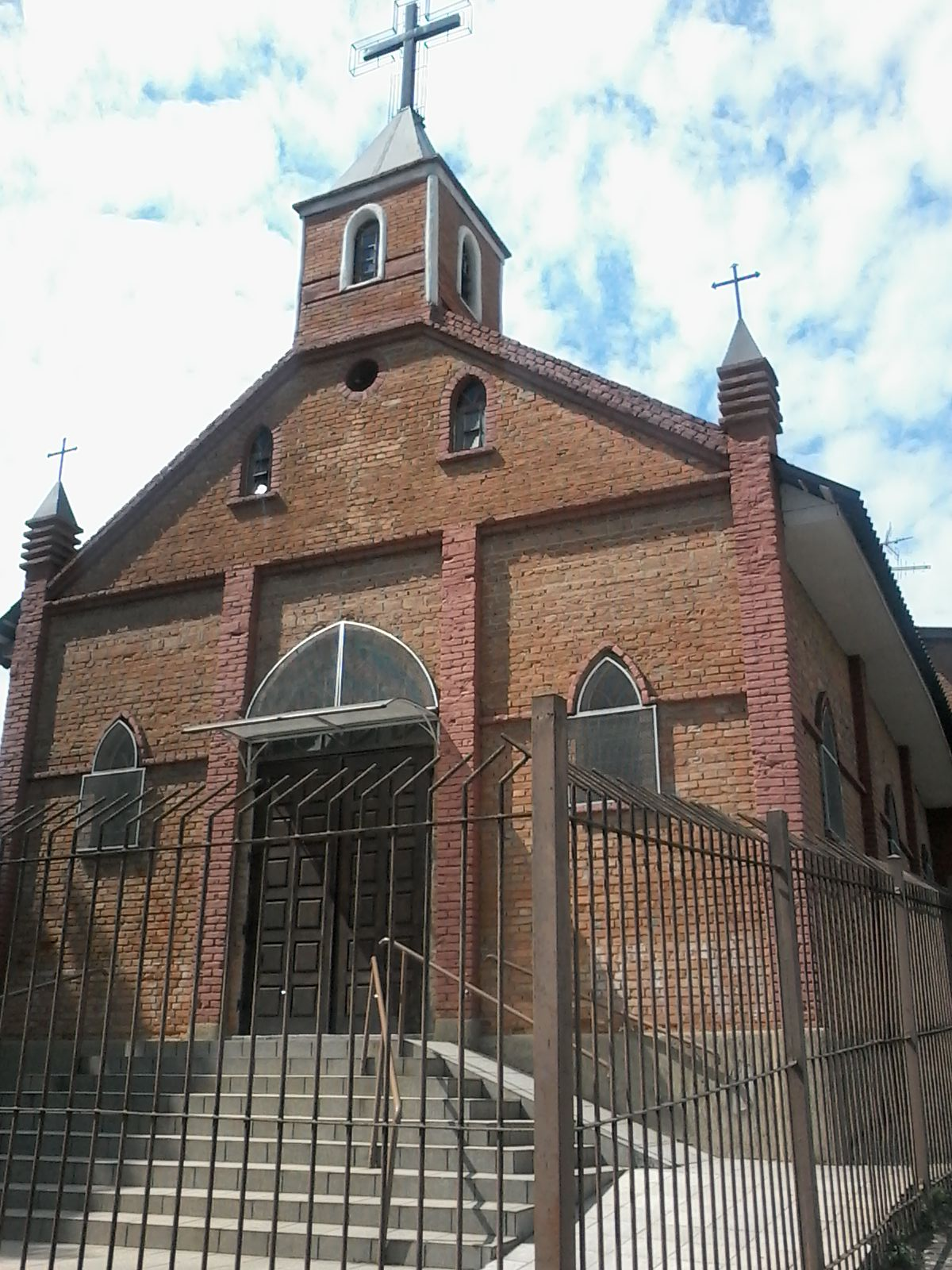
Antiga Igreja da Santa Cruz

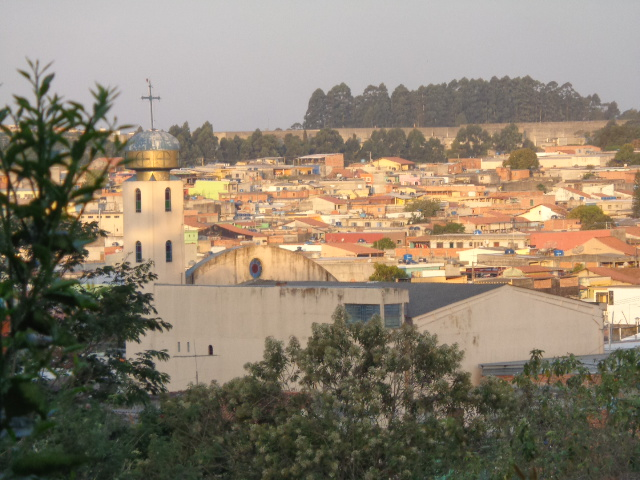
Distrito de Lajeado

A formação étnica e cultural do distrito do Lajeado é a mesma de Guaianases, os povos indígenas que viviam na região eram os Guaianases (singular Guaianás).
Os Guaianases compunham um agrupamento indígena brasileiro que povoou São Paulo de Piratininga até o final do século XVI. Durante o período colonial, essa tribo recebeu vários nomes, como guaianases e guaianã. Era um grupo considerado coletor, ocupando a região da Serra do Mar, em um território que ia desde a Serra de Paranapiacaba até a foz do Rio Paraíba, no atual estado do Rio de Janeiro.
Os Guaianases foram fortemente catequizados pelos jesuítas, com destaque para o padre Manuel da Nóbrega, que recrutou o jovem José de Anchieta, o qual por sua vez se tornaria posteriormente o primeiro mestre do Colégio de Piratininga, fundado em 1554. Ainda é possível encontrar uma antiga igreja fundada no século XVII.
"Muitos imigrantes italianos estabeleceram-se ali como comerciantes, fabricantes de vinho, fabricantes de tachos de cobre, ferreiros e carpinteiros. Os espanhóis também se fariam presentes a partir de 1912 para se dedicar à extração de pedras através das Pedreiras Lajeado e São Matheus." Também marcaram presença migrantes das regiões Norte, Nordeste e muitos mineiros, trabalhando nas olarias na região. É possível visitar uma dessas antigas olarias no Parque Chácara das Flores, próximo ao distrito de Lajeado. Tal olaria fabricava tijolos para várias partes de São Paulo e importantes obras da cidade, como o prédio que abriga o Moinho Santo Antonio, na Mooca, e parte das Indústrias Matarazzo. Por tantas semelhanças com o distrito de Guaianases e pela proximidade geográfica, ambos respondem à mesma prefeitura regional, a Prefeitura Regional de Guaianases.
Também é possível encontrar antigas edificações na região. Uma delas pode ter servido a D Pedro I e II de estadia no caminho para o vale do Paraíba.[carece de fontes?]
Uma importante estrada que corta o distrito do Lajeado é a Estrada do Lajeado Velho, que era chamada de estradas da Coroa, e nela, em 24 de agosto de 1822, o príncipe D. Pedro passou por estas bandas e fez pousada na região.[carece de fontes?]

## Mercado Municipal Leonor Quadros

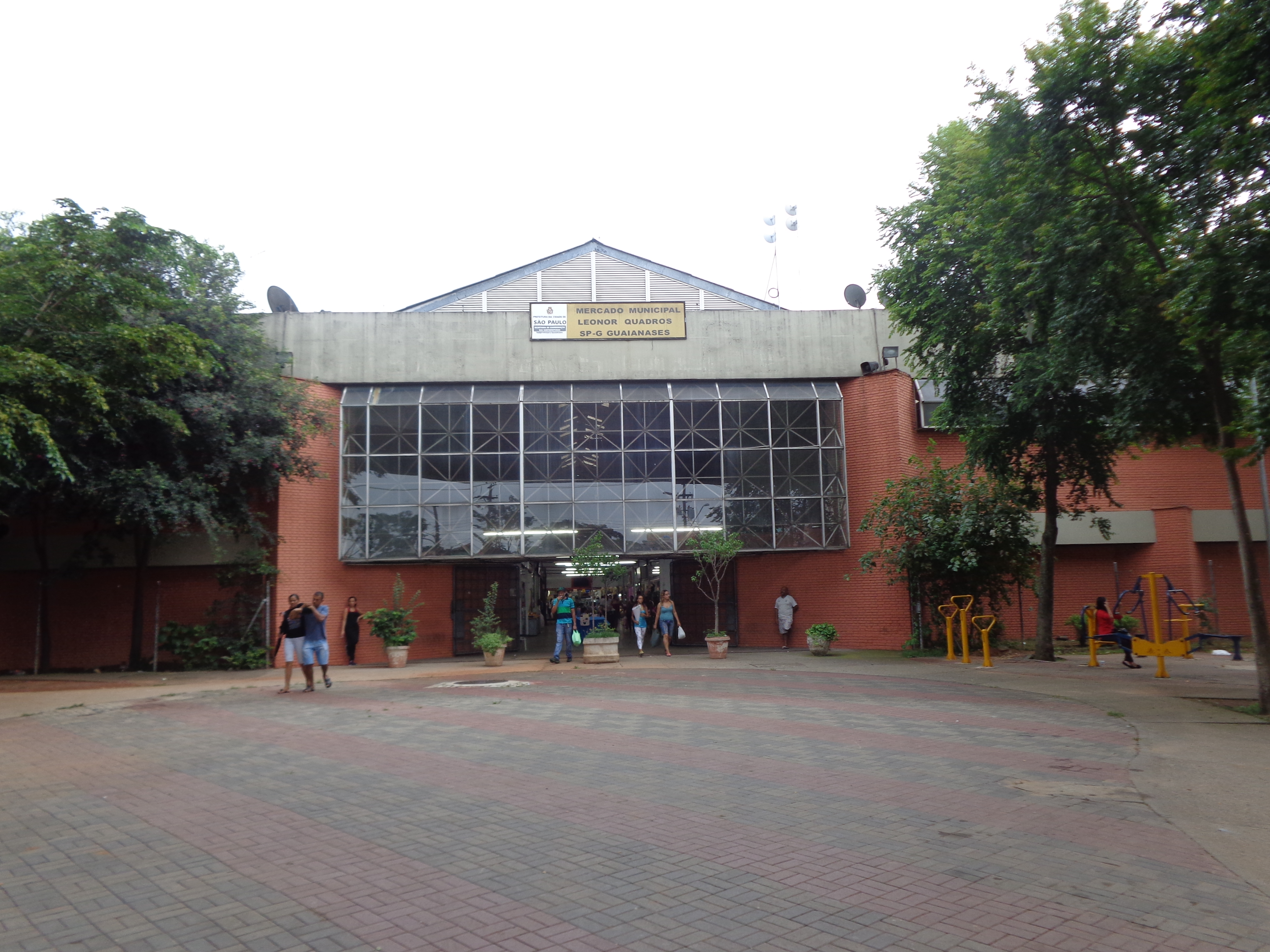
Mercado Municipal Leonor Quadros

O Mercado Municipal de Guaianases, localizado entre o distrito do Lajeado e Guaianases, foi inaugurado no dia 5 de maio de 1989 e recebeu o nome de Leonor Quadros. Antigamente, no local onde era o mercado, a Praça Presidente Getúlio Vargas, acontecia uma feira livre. Com o tempo, a prefeitura na gestão de Jânio Quadros construiu este espaço para abastecer os bairros de Guaianases, Lajeado e Cidade Tiradentes.
No ano que foi fundado não existiam concorrências, por este motivo o mercado era muito frequentado, sendo o assunto da população Guaianasense. Outro facilitador para a alta de vendas era o acesso: a estação de Guaianases ao lado do “mercadão”, como é mais conhecido.
Até hoje, o espaço Leonor Quadros continua sendo um ponto de referência para o bairro de Guaianases, pois prima por excelência no atendimento e oferece alimentos de qualidade espalhados em 48 boxes, cada um com 25 m². Há quitandas, açougues, avícolas, peixaria, empórios/ mercearias, lacticínios, utilidades domésticas, floricultura, lanchonete e rotisserie."

## Demografia
Evolução demográfica do distrito de Lajeado

## Educação

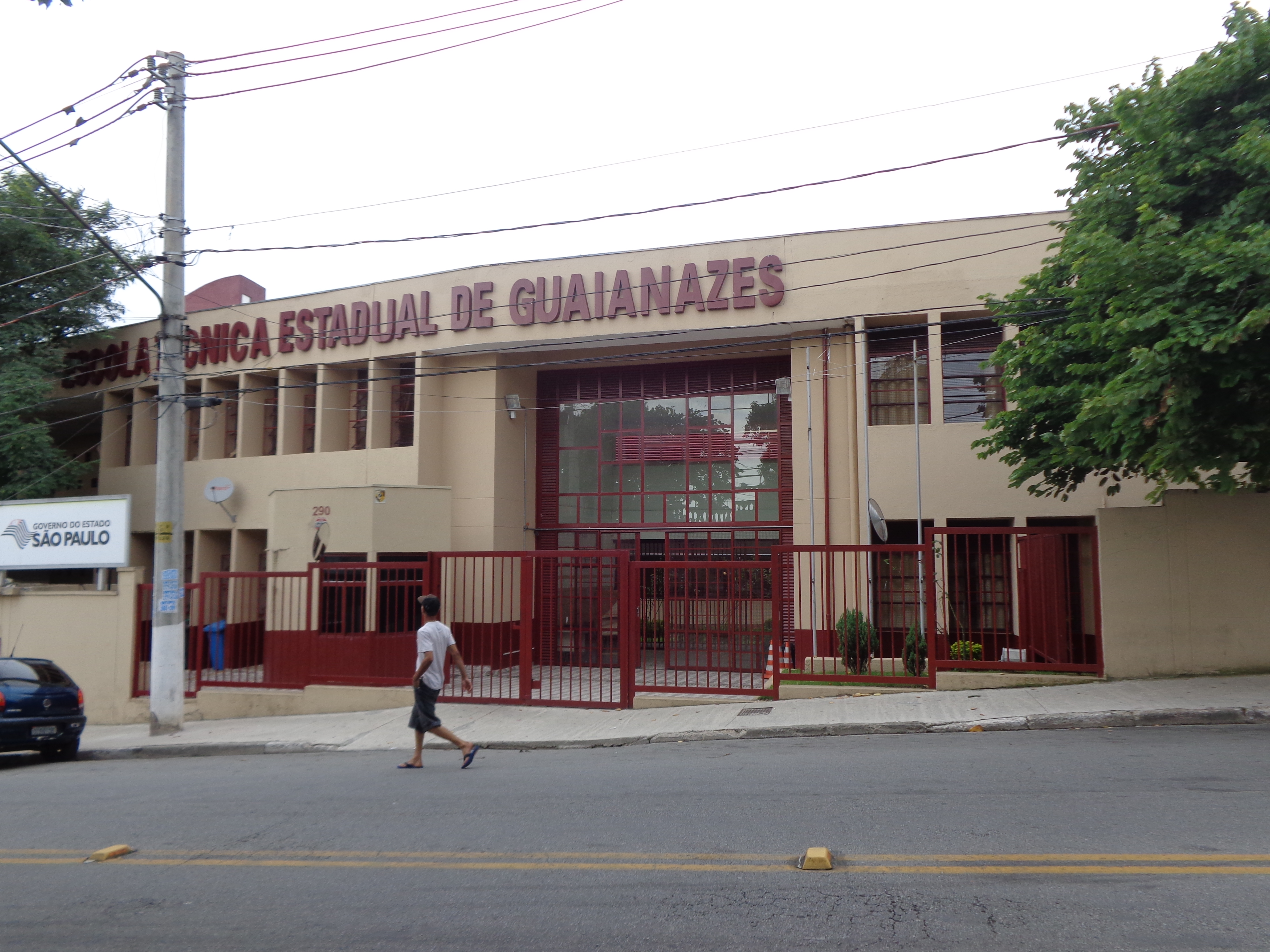
Escola Técnica Estadual de Guaianases

O distrito possui uma unidade do CEU, o CEU Lajeado,, que, por sua vez, possui uma extensão da ETEC Guaianases, a Extensão CEU Lajeado Prof. Marcos Martins.

## Transporte

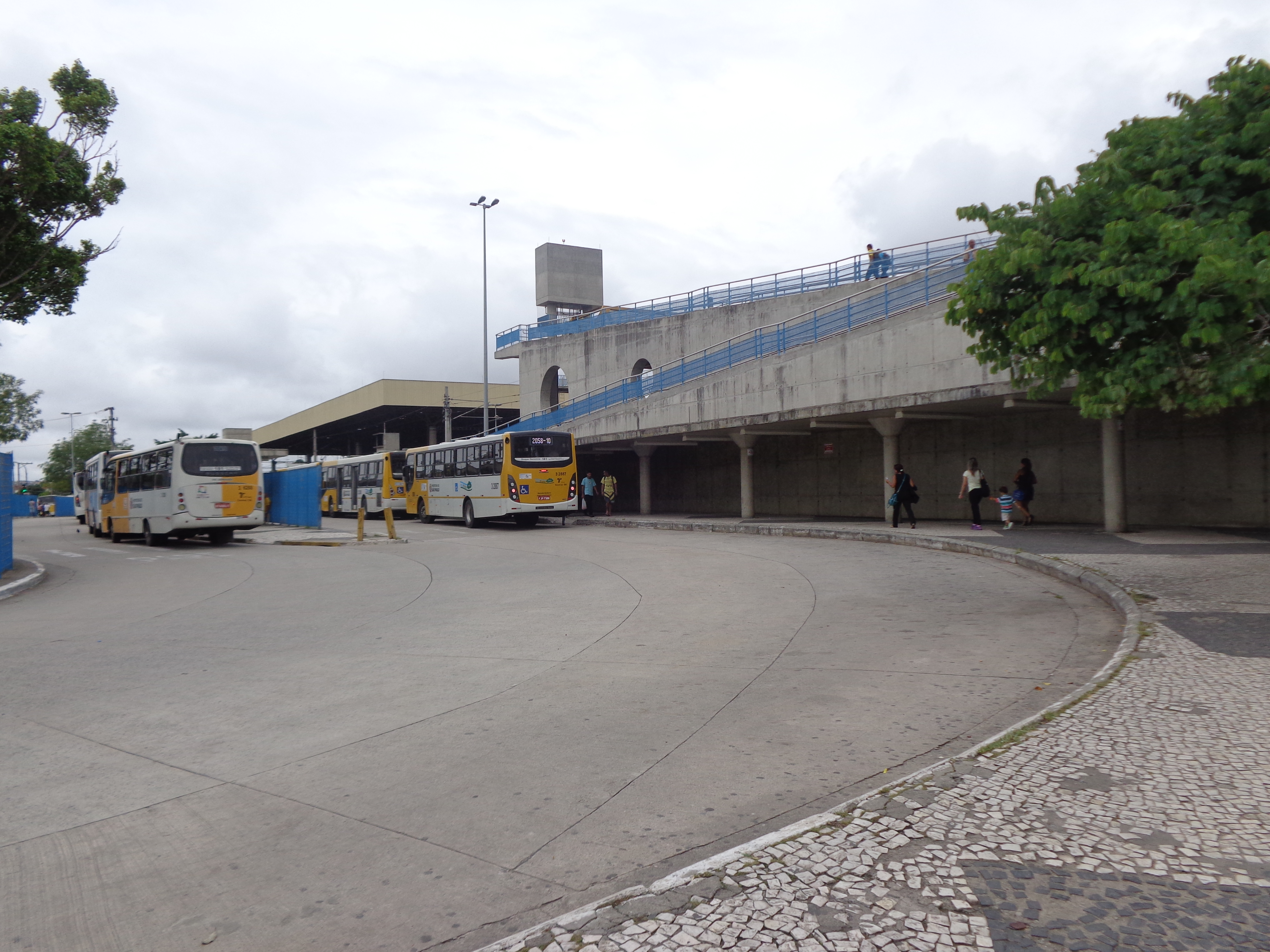
Terminal de ônibus ao lado norte da Estação Guaianases

O distrito do Lajeado é servido pela Linha 11-Coral da CPTM com a Estação Guaianases e um terminal de ônibus ao lado norte da estação.
A região ainda aguarda o início das obras de dois importantes corredores de ônibus que hão de melhorar o acesso a região; são eles os Corredores Perimetral Itaim Paulista/São Matheus e o Corredor da Radial Leste trecho 03.
Ambos os corredores terão um sistemas conhecido como BRT do Inglês Bus Rapid Transit ou VLP (Veículo Leve Sobre Pneus) que prevê o pagamento de tarifa nos pontos antes de o usuário embarcar, faixas de ultrapassagem e ônibus mono e biarticulados que aumentaria a velocidade e a capacidade de transporte.

## Distritos e municípios limítrofes
O distrito do Lajeado tem como limites:
- Vila Curuçá (Norte)
- Itaim Paulista (Nordeste)
- Cidade de Ferraz de Vasconcelos (Leste)
- Guaianases (Sul)
- José Bonifácio (Sudoeste)
- Itaquera (Oeste)
- São Miguel Paulista (Noroeste)

## Grafia do nome
Muitas lojas e placas de trânsito indicam o distrito com a grafia Lageado que é a grafia antiga, já que de acordo com os mapas oficiais da Prefeitura de São Paulo a grafia atual e oficial é Lajeado.

## Nota
Significados de Lajeado: Área de superfície formada por um afloramento de rocha, mais ou menos plana, normalmente encontrado em regiões serranas, montes e montanhas.